# Robert Stéphane Tchitchéllé
Robert Stéphane Tchitchéllé est un homme politique et syndicaliste congolais né le 12 janvier 1914 dans le district de Yaya et mort le 25 octobre 1984 à Pointe-Noire.
Connu en premier lieu pour son travail de syndicaliste pour le Chemin de fer Congo-Océan (CFCO), il est le premier secrétaire du syndicat des cheminots du Congo. Il participe en 1946 à la création du Parti progressiste congolais (PPC), parti fondé par Jean Félix-Tchicaya, le premier député du Moyen-Congo à l’Assemblée nationale française. 
Stéphane Tchitchéllé est considéré comme l'un des pères fondateurs de la République du Congo, aux côtés de Fulbert Youlou, Jean Félix-Tchicaya et Jacques Opangault.

## Biographie

### Jeunesse et éducation
Robert Stéphane Tchitchéllé naît dans le district de Yaya, aux alentours de Hinda. Il effectue ses études primaires jusqu'en classe de première supérieure à la mission catholique de Loango.
Recruté au CFCO (Chemin de fer Congo-Océan) le 26 septembre 1930, il gravit rapidement les échelons de l'organisation, occupant entre autres les fonctions de chef de halte auxiliaire jusqu'au 1er juillet 1934 et de chef de gare grande vitesse en 1955.
Robert Tchitchéllé a pris une part active dans la construction du Chemin de fer Congo-Océan, et notamment la pose du premier tronçon de voie ferrée reliant Pointe-Noire au poste kilométrique 191, d'où le deuxième tronçon préexistant relie à la gare de Favre de Brazzaville,.
À la suite de la réorganisation de l'Agence transéquatoriale du Congo (ATEC) en Agence transcongolaise des communications (ATC), il est nommé directeur du CFCO et des voies terrestres le 24 octobre 1969.
En 1973, à la veille de son départ à la retraite survenu en décembre 1974, il est nommé directeur honoraire du CFCO.

### Activités syndicales
Militant au sein de la Confédération générale du travail (CGT), il devient le premier Secrétaire Général du syndicat des cheminots du Congo.
En 1942, en pleine Guerre mondiale, un arrêt de travail est décidé afin de protester contre les conditions inhumaines et insuportables des travailleurs noirs du CFCO, et les mauvais traitements subis par eux de la part des chefs blancs de cette même compagnie. Cette interruption de la circulation ferroviaire porte un grave préjudice au transport, vers le port de Pointe-Noire, puis vers la France, des matières premières servant à la fabrication des armes nécessaires aux troupes françaises engagées sur plusieurs fronts. La réaction des cols blancs du CFCO ne se fait pas attendre. Ils lancent sur les cheminots rassemblés devant les ateliers du kilomètre 4 un bataillon de travailleurs noirs armés de fusils à baïonnettes, qui distribuent sans états d'âmes des coups de crosse et tuent deux grévistes qui sont inhumés peu après au kilomètre 1, proche de l'actuel centre de repos.
Le meneur des grévistes, Stéphane Tchichellé, est quant à lui rétrogradé du poste de sous-chef de gare de première classe au grade de facteur de deuxième classe, affecté aux expéditions de la gare petite vitesse, en attendant d'être traduit devant le Conseil de guerre de Dakar.
Cependant, la capitale sénégalaise est sous la juridiction du régime de Vichy alors que Brazzaville sous la houlette du gouverneur général Félix Eboué, s'étant rangé sous la bannière du général De Gaulle, il ne peut être question de transférer un sujet gaulliste devant un Conseil de guerre relevant d'une juridiction étrangère. C'est ainsi que Stéphane Tchichellé n'ira pas terminer ses jours au bagne de Vichy, en France ou ailleurs, comme on avait coutume d'y envoyer les meneurs de grève.
En 1943, l'autorité coloniale locale, ayant examiné les raisons profondes de la grève des cheminots donne raison à leur représentant syndicaliste Stéphane Tchichellé, et institue peu après le cadre local indigène du chemin de fer. Grâce à ce nouveau statut administratif des cheminots noirs, ceux ci enregistrent une amélioration relative mais concrète de leurs conditions de travail et d'existence. Les cadres, par exemple, virent leurs carrières reconstituées.
Mais cette victoire qui aurait pu lui coûter la vie, Stéphane Tchichellé ne profite nullement de ses efforts, puisqu'il est maintenu des mois et des mois encore dans sa situation d'agent rétrogradé.

### Carrière politique

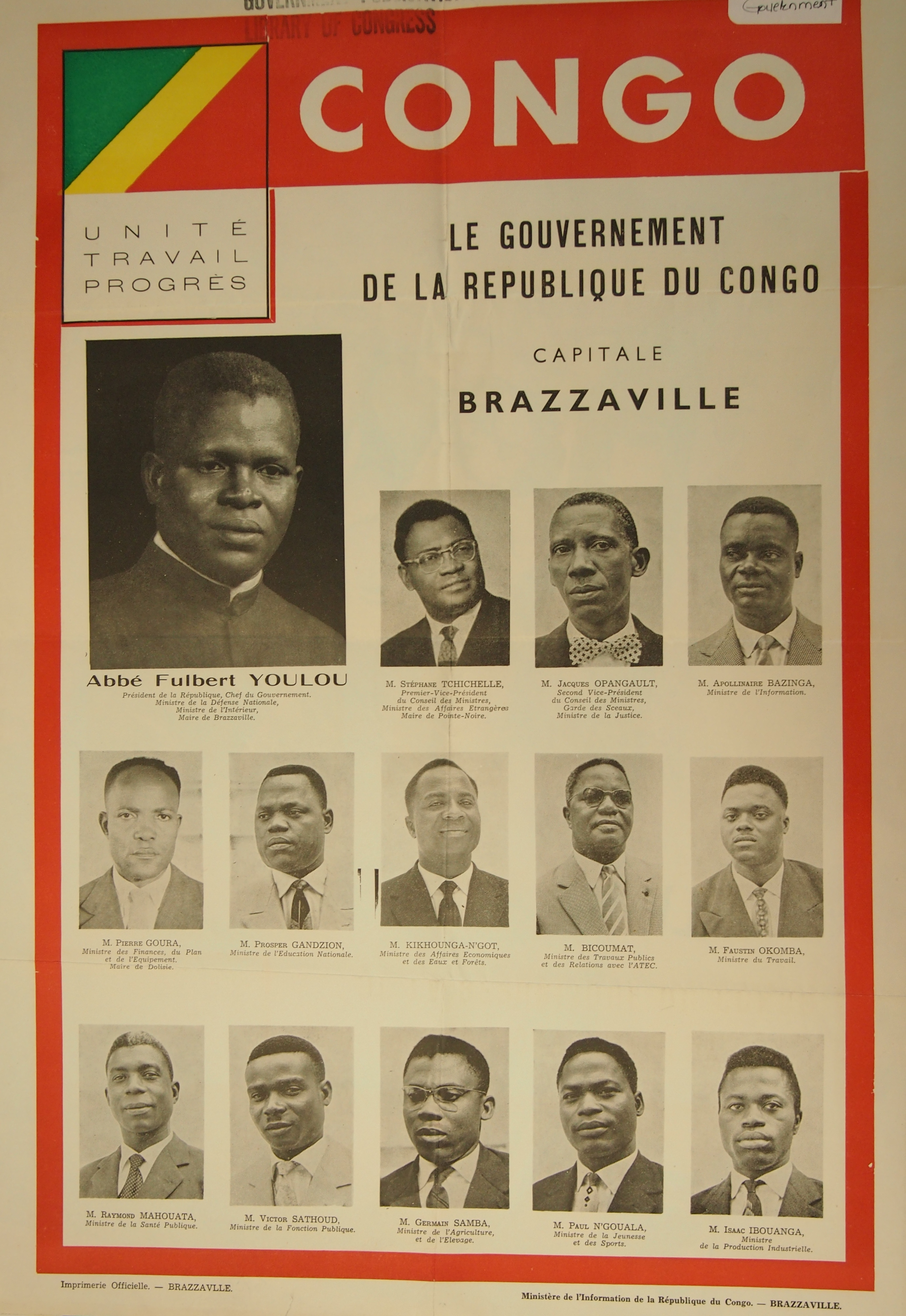
Le gouvernement de Fulbert Youlou en 1960.

En 1946, en participant à la création du Parti progressiste congolais (PPC), le parti fondé par Jean Félix-Tchicaya, le député du Moyen-Congo à l’Assemblée nationale française, Robert Stéphane Tchitchéllé fait son entrée en politique. Il devient le bras droit de ce dernier, et organise à ce titre le PPC, tout en militant dans sa région natale du Kouilou. Il parvient à s'assurer du vote des cheminots pour le PPC, ce qui permet au parti de remporter toutes les élections jusqu'en 1956. 
De 1947 à 1957, Robert Stéphane Tchitchéllé siège au Conseil de l’Afrique-Équatoriale française (AEF) et fut membre de l’Assemblée territoriale du Moyen-Congo.
En 1956, contre toute attente, Robert Stéphane Tchitchéllé se sépare en mauvais termes de Jean Félix-Tchicaya, et entre dans l’Union démocratique pour la défense des intérêts africains (UDDIA), le nouveau parti de l'abbé Fulbert Youlou. Robert Stéphane Tchitchéllé était pourtant considéré comme le potentiel successeur de Jean Félix-Tchicaya.
Cette défection marque la première défaite du PPC lors des élections municipales de 1956. Tête de liste de l’UDDIA à Pointe-Noire, Robert Stéphane Tchitchéllé est élu le 18 novembre 1956 à la mairie de Pointe-Noire. Il devient le premier maire autochtone de la ville.
La carrière politique de Robert Stéphane Tchitchéllé connaît un essor fulgurant de 1957 à 1963. Il occupe les fonctions de ministre du Travail, de la Santé et des Affaires sociales au Conseil du Gouvernement dirigé par Jacques Opangault. À partir de la proclamation de la République du Congo en novembre 1958, il est nommé successivement vice-président du Conseil des ministres, puis ministre de l’Intérieur et des Affaires étrangères. 
Le 12 juillet 1960, il fait partie de la délégation congolaise dirigée par l’abbé Fulbert Youlou qui signe les Accords de Matignon. Ces accords assuraient le transfert de compétences des autorités françaises aux autorités congolaises.

## Vie privée
Il est le père de l'homme politique et écrivain Tchichellé Tchivéla (né François-Auguste Tchitchellé en 1940).

## Distinctions

### Congo
- Grand-Croix de l'Ordre du Mérite congolais
- Président du Conseil de l'Ordre du Mérite congolais
- Médailles d'honneur des chemins de fer
- Médaille du cinquantenaire de la République du Congo

### Afrique équatoriale française(AEF)
- Médaille de la commémoration des fêtes de la Communauté à Paris
- Officier de l'Ordre de l'Équateur
- Chevalier de l'Ordre de l'Équateur

### Afrique
- Chevalier de l'Étoile noire du Bénin
- Grand-Croix de l'Ordre de la rédemption africaine (Liberia)
- Chevalier de l'Ordre du Mérite centrafricain

### France
- Grand officier de la Légion d'honneur

## Hommages
Le 25 juin 2015, Jean-Clause Gakosso, le ministre de la Culture et des Arts de la république du Congo, a inauguré une stèle afin d'honorer la carrière politique de Robert Stéphane Tchitchéllé.

### Sources et bibliographie
: document utilisé comme source pour la rédaction de cet article..

#### Livres édités
- (en) Virginia McLean Thompson et Richard Adloff, The emerging states of French Equatorial Africa, Stanford University Press, 1960, 565 p. (ISBN 0-8047-0051-6 et 9780804700511)